# Gwatemala na Letnich Igrzyskach Olimpijskich 2020
Gwatemalę na Letnich Igrzyskach Olimpijskich 2020 reprezentowało 24 zawodników: czternastu mężczyzn i dziesięć kobiet. Był to siedemnasty start reprezentacji Gwatemali na letnich igrzyskach olimpijskich.

## Skład kadry

### Badminton
| Zawodnik        | Konkurencja        | Faza grupowa             | Faza grupowa                  | Pozycja | 1/8                              | Ćwierćfinały                     | Półfinały                  | Finał                      | Finał   | Źródło            |
| Zawodnik        | Konkurencja        | Przeciwnik Wynik         | Przeciwnik Wynik              | Pozycja | Przeciwnik Wynik                 | Przeciwnik Wynik                 | Przeciwnik Wynik           | Przeciwnik Wynik           | Pozycja | Źródło            |
| --------------- | ------------------ | ------------------------ | ----------------------------- | ------- | -------------------------------- | -------------------------------- | -------------------------- | -------------------------- | ------- | ----------------- |
| Kevin Cordón    | gra pojedyncza (m) | Muñoz 2-0 (21-14, 21-12) | Ng Ka Long 2-0 (22-20, 21-13) | 1.      | Caljouw 2-1 (21-17, 3-21, 21-19) | Heo Kwang-hee 2-0 (21-13, 21-18) | Axelsen 0-2 (18-21, 11-21) | Ginting 0-2 (11-21, 13-21) | 4.      | [ 1 ] [ 2 ] [ 3 ] |
| Nikté Sotomayor | gra pojedyncza (k) | Li 0-2 (8-21, 9-21)      | Repiská 0-2 (19-21, 12-21)    | 3.      | NQ                               | NQ                               | NQ                         | NQ                         | 15.     | [ 4 ] [ 5 ]       |

### Judo
| Zawodniczka | Konkurencja | 1/16                | 1/8                 | Ćwierćfinał         | Półfinał            | Repasaże            | Finał / 3.miejsce   | Finał / 3.miejsce | Źródła |
| Zawodniczka | Konkurencja | Przeciwniczka Wynik | Przeciwniczka Wynik | Przeciwniczka Wynik | Przeciwniczka Wynik | Przeciwniczka Wynik | Przeciwniczka Wynik | Pozycja           | Źródła |
| ----------- | ----------- | ------------------- | ------------------- | ------------------- | ------------------- | ------------------- | ------------------- | ----------------- | ------ |
| José Ramos  | -60 kg (m)  | Łesiuk P 00-10      | NQ                  | NQ                  | NQ                  | NQ                  | NQ                  | 17.               | [ 6 ]  |

### Kolarstwo

#### Kolarstwo szosowe
| Zawodnik     | Konkurencja                    | Czas | Pozycja | Źródło |
| ------------ | ------------------------------ | ---- | ------- | ------ |
| Manuel Rodas | wyścig ze startu wspólnego (m) | DNF  | DNF     | [ 7 ]  |

### Lekkoatletyka
Konkurencje biegowe
| Zawodnik                | Konkurencja       | Eliminacje | Eliminacje | Półfinał | Półfinał | Finał    | Finał   | Źródło |
| Zawodnik                | Konkurencja       | Wynik      | Miejsce    | Wynik    | Miejsce  | Wynik    | Miejsce | Źródło |
| ----------------------- | ----------------- | ---------- | ---------- | -------- | -------- | -------- | ------- | ------ |
| Luis Grijalva           | 5 000 m (m)       | 13:34,11   | 10.        | N/A      | N/A      | 13:10,09 | 12.     | [ 8 ]  |
| José Oswaldo Calel      | chód na 20 km (m) | N/A        | N/A        | N/A      | N/A      | 1:26:55  | 30.     | [ 9 ]  |
| José Ortiz              | chód na 20 km (m) | N/A        | N/A        | N/A      | N/A      | 1:28:57  | 40.     | [ 9 ]  |
| José Alejandro Barrondo | chód na 20 km (m) | N/A        | N/A        | N/A      | N/A      | DSQ      | DSQ     | [ 9 ]  |
| Bernardo Barrondo       | chód na 50 km (m) | N/A        | N/A        | N/A      | N/A      | 4:08:34  | 34.     | [ 10 ] |
| Luis Ángel Sánchez      | chód na 50 km (m) | N/A        | N/A        | N/A      | N/A      | DNF      | DNF     | [ 10 ] |
| Erick Barrondo          | chód na 50 km (m) | N/A        | N/A        | N/A      | N/A      | DSQ      | DSQ     | [ 10 ] |
| Mirna Ortiz             | chód na 20 km (k) | N/A        | N/A        | N/A      | N/A      | 1:40:23  | 40.     | [ 11 ] |
| Mayra Herrera           | chód na 20 km (k) | N/A        | N/A        | N/A      | N/A      | 1:44:30  | 50.     | [ 11 ] |

### Pięciobój nowoczesny
| Zawodnik          | Konkurencja | Szermierka      | Szermierka | Szermierka | Pływanie | Pływanie | Pływanie | Jazda konna | Jazda konna | Kombinacja: strzelanie/bieg przełajowy | Kombinacja: strzelanie/bieg przełajowy | Kombinacja: strzelanie/bieg przełajowy | Suma punktów | Pozycja | Źródło |
| Zawodnik          | Konkurencja | Wynik (wygrane) | M.         | Punkty     | Czas     | M.       | Punkty   | M.          | Punkty      | Czas                                   | M.                                     | Punkty                                 | Suma punktów | Pozycja | Źródło |
| ----------------- | ----------- | --------------- | ---------- | ---------- | -------- | -------- | -------- | ----------- | ----------- | -------------------------------------- | -------------------------------------- | -------------------------------------- | ------------ | ------- | ------ |
| Charles Fernández | mężczyźni   | 13              | 29.        | 179        | 1:58,16  | 8.       | 314      | 32.         | 219         | 11:06,56                               | 10.                                    | 634                                    | 1346         | 27.     | [ 12 ] |

### Pływanie
| Zawodnik        | Konkurencja          | Eliminacje | Eliminacje | Półfinał | Półfinał | Finał | Finał   | Źródło               |
| Zawodnik        | Konkurencja          | Czas       | Miejsce    | Czas     | Miejsce  | Czas  | Miejsce | Źródło               |
| --------------- | -------------------- | ---------- | ---------- | -------- | -------- | ----- | ------- | -------------------- |
| Luis Martínez   | 100 m motylkowym (m) | 51,29      | 7.         | 51,30    | 8.       | 51,09 | 7.      | [ 13 ] [ 14 ] [ 15 ] |
| Gabriela Santis | 200 m dowolnym (k)   | 2:07,24    | 27.        | NQ       | NQ       | NQ    | NQ      | [ 16 ] [ 17 ] [ 18 ] |

### Podnoszenie ciężarów
| Zawodnik                 | Konkurencja   | Rwanie | Rwanie  | Podrzut | Podrzut | Razem  | Pozycja | Źródło |
| Zawodnik                 | Konkurencja   | Wynik  | Pozycja | Wynik   | Pozycja | Razem  | Pozycja | Źródło |
| ------------------------ | ------------- | ------ | ------- | ------- | ------- | ------ | ------- | ------ |
| Erdenebatyn Bilegsaikhan | +87 kg kobiet | 85 kg  | 13.     | 122 kg  | 12.     | 207 kg | 12.     | [ 19 ] |

### Strzelectwo
| Zawodnik       | Konkurencja | Kwalifikacje | Kwalifikacje | Finał | Finał   | Źródło |
| Zawodnik       | Konkurencja | Wynik        | Pozycja      | Wynik | Pozycja | Źródło |
| -------------- | ----------- | ------------ | ------------ | ----- | ------- | ------ |
| Waleska Soto   | trap (k)    | 113          | 23.          | NQ    | NQ      | [ 20 ] |
| Adriana Ruano  | trap (k)    | 110          | 26.          | NQ    | NQ      | [ 20 ] |
| Juan Schaeffer | skeet (m)   | 107          | 30.          | NQ    | NQ      | [ 21 ] |

### Wioślarstwo
| Zawodnik                       | Konkurencja | Eliminacje | Eliminacje | Repesaż | Repesaż | Ćwierćfinały | Ćwierćfinały | Półfinały | Półfinały | Finał   | Finał      | Miejsce | Źródło |
| Zawodnik                       | Konkurencja | Czas       | M.         | Czas    | M.      | Czas         | M.           | Czas      | M.        | Czas    | M.         | Miejsce | Źródło |
| ------------------------------ | ----------- | ---------- | ---------- | ------- | ------- | ------------ | ------------ | --------- | --------- | ------- | ---------- | ------- | ------ |
| Yulisa López Jennieffer Zúñiga | LW2x        | 7:53,35    | 6.         | 8:13,27 | 6.      | N/A          | N/A          | N/A       | N/A       | 7:25,06 | 5. Finał C | 18.     | [ 22 ] |

### Żeglarstwo
Kobiety
| Zawodnik        | Konkurencja  | Wyścig | Wyścig | Wyścig | Wyścig | Wyścig | Wyścig | Wyścig | Wyścig | Wyścig | Wyścig | Wyścig | Wyścig | Wyścig | Punkty | Finałowa pozycja | Źródło |
| Zawodnik        | Konkurencja  | 1      | 2      | 3      | 4      | 5      | 6      | 7      | 8      | 9      | 10     | 11     | 12     | M*     | Punkty | Finałowa pozycja | Źródło |
| --------------- | ------------ | ------ | ------ | ------ | ------ | ------ | ------ | ------ | ------ | ------ | ------ | ------ | ------ | ------ | ------ | ---------------- | ------ |
| Isabella Maegli | Laser Radial | 26     | 29     | 32     | 9      | 34     | 40     | 31     | 34     | 5      | 18     | N/A    | NQ     | 218    | 29.    | [ 23 ]           |        |

Mężczyźni
| Zawodnik            | Konkurencja | Wyścig | Wyścig | Wyścig | Wyścig | Wyścig | Wyścig | Wyścig | Wyścig | Wyścig | Wyścig | Wyścig | Wyścig | Wyścig | Punkty | Finałowa pozycja | Źródło |
| Zawodnik            | Konkurencja | 1      | 2      | 3      | 4      | 5      | 6      | 7      | 8      | 9      | 10     | 11     | 12     | M*     | Punkty | Finałowa pozycja | Źródło |
| ------------------- | ----------- | ------ | ------ | ------ | ------ | ------ | ------ | ------ | ------ | ------ | ------ | ------ | ------ | ------ | ------ | ---------------- | ------ |
| Juan Ignacio Maegli | Laser       | 6      | 24     | 25     | 24     | 10     | 23     | 18     | 19     | 20     | 5      | N/A    | N/A    |        | 149    | 19.              | [ 24 ] |

M = Wyścig medalowy